# 松浦董子

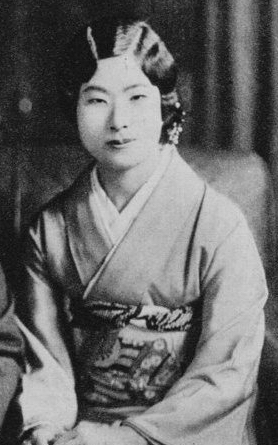
久邇侯爵夫人時代の董子

松浦 董子（まつら ただこ / しげこ、1908年（明治41年）7月12日 - 1989年（平成元年）1月22日）は、日本の旧華族。父は旧平戸藩第12代藩主松浦詮伯爵の次男で分家の松浦靖（まつら はかる）子爵、陸軍中佐で大正天皇の侍従を務めた人物。母は久我通久侯爵の次女・節子（さだこ）。戦後凋落しながらも自尊心を守り続けたことで知られ、その生き方は死とともにマスコミで大きく取りあげられた。

## 来歴
1925年（大正14年）、女子学習院卒業。1928年（昭和3年）、久邇宮邦彦王の次男で帝国陸軍中尉だった久邇邦久侯爵と見合い結婚する。邦久には離婚歴があり董子は後妻だった。夫妻は渋谷宮益坂の1万坪の豪邸に住まい、使用人に囲まれた生活を送る。なお邦久は香淳皇后の兄なので董子は香淳皇后の義姉だったことになる。
1935年（昭和10年）、邦久が脳溢血で急逝すると、子がなかった董子は翌年久邇侯爵家を離籍して両親との暮らしを再開する。離籍にあたっては約25万円（現在価値に換算すると数億円）という満鉄の株券を手切金代わりに与えられたが、敗戦で株券は紙くずと化す。1943年（昭和18年）に父が死去し、1947年（昭和22年）、日本国憲法施行に伴って華族としての礼遇を停止される。戦後は箱根町の仙石原にあった進駐軍のゴルフ場の受付をしながら、病弱な母の世話をした。
1956年（昭和31年）、岩手県選出の代議士山本猛夫と再婚する。しかし夫婦間には愛情がなく、猛夫の浮気に悩まされる日々だった。1958年（昭和33年）、結核で入院した折に創価学会の熱心な信者だった付添婦から勧誘を受け創価学会に入信する。1966年（昭和41年）、董子の側から申し出て猛夫と離婚すると、董子は家政婦や病院の付添婦として働き始めたが、65歳のとき体に無理が利かなくなって退職し生活保護を受ける身となる。1976年（昭和51年）に母が死去すると実家と疎遠になり、孤独の身となった董子は、ますます信仰にのめりこむようになった。
晩年は東京都足立区竹ノ塚の家賃3万円の6畳1室の古アパートで暮らす。「たくさんの方に親切にしていただいて幸せ」が口癖だった。毎年1回ある常磐会も毎回かかさず出席しており、錚々たる夫人が出席するなか、粗衣をまとって出席していたという。
昭和天皇崩御の報を聞き皇居で記帳した3週間後、虚血性心不全で死去する。董子の実家は、「創価学会に入信した事、生活保護を受けて家名に傷をつけた」という事か、董子との縁を切ったとある。董子と実家は没交渉で、実家からの参列者は1人もいなかった葬儀の参列者は20余名だったが、その中には数名の旧華族の姿と女子学習院時代のクラスメート3人の姿もあった。